# Yunio Barrueta
Yunio Barrueta, né le 15 avril 1993, à Miami, est un joueur américano-cubain de basket-ball. Il évolue aux postes d'arrière et d'ailier.
Il détient actuellement le record de nombre de tirs à trois points réussis lors d'un match LNB avec 13 paniers marqués sur 22 tentés.

## Biographie
Yunio Barrueta réalise son cursus universitaire aux États-Unis dans des équipes de faible niveau. Il n'est ainsi pas drafté à sa sortie de l'université et commence sa carrière professionnelle en Belgique avec l'Okapi Aalstar avant de rejoindre la France. Il évolue ainsi d'abord avec l'AS Denain Voltaire. Sous les ordres de Rémy Valin, il permet au club nordiste de remporter la Leaders Cup de Pro B en 2018.
Il signe ensuite au SLUC Nancy.
Le 7 mai 2019, à l'occasion de la rencontre entre l'UJAP Quimper et Nancy, il inscrit 13 tirs à trois points (sur 22 tentés) établissant un nouveau record LNB de tirs à trois points primés.
Sans club au début de la saison 2020-2021, il signe comme pigiste médical à l'ALM Évreux Basket en remplacement de Bashir Ahmed. Le 2 décembre 2020, l'ailier cubain est finalement prolongé par le club jusqu'à la fin de la saison.
L'année suivante, après quatre saisons en France, il signe en deuxième division israélienne au Maccabi Ashdod. A l'issue de la saison régulière et alors que son club ne s'est pas qualifié pour les playoffs, il retrouve la France en signant au Lille Métropole Basket en avril 2022 comme pigiste médical d'Asier Zengotitabengoa.
A l'été 2022, il rejoint un nouveau championnat en signant à la Corogne, pensionnaire de la deuxième division espagnole. Le 19 juillet 2023, il prolonge son contrat avec le club espagnol pour une saison supplémentaire.
Promu en Liga ACB avec le club de Galice à l'issue de la saison 2023-2024, il reste au club la saison suivante et permet à son équipe de s'imposer contre le Real Madrid sur un tir primé à trois points pour le premier match à domicile le 29 septembre 2024.

## Palmarès
- Leaders Cup de Pro B (2018)

## Distinctions
- Joueur de l'année de la Sunshine State Conference 2016
- Membre de la NABC Division II All-America Team 2016
- Membre de la Sunshine State All-First Team 2014,2015 et 2016
- Nouveau joueur de l'année de la Sunshine State Conference 2014
- Membre de l'équipe type des nouveaux joueurs de la Sunshine State Conference 2014
- Membre de la NABC All-District South First Team 2015, 2016
- Membre de la NABC All-District South Second Team 2014